# هیتمن: خون‌بها
هیتمن: خون‌بها (به انگلیسی: Hitman: Blood Money) یک بازی ویدئویی ترکیبی از سبک‌های مخفی‌کاری و اکشن است که توسط آی‌او اینتراکتیو توسعه یافته و به‌وسیلهٔ آیدوس اینتراکتیو در مه ۲۰۰۶ برای پلی‌استیشن ۲، ایکس‌باکس، ایکس‌باکس ۳۶۰ و مایکروسافت ویندوز منتشر شده است. این بازی چهارمین قسمت اصلی از مجموعه بازی‌های هیتمن به‌شمار می‌رود و دنباله‌ای بر هیتمن: قراردادها (۲۰۰۴) است. از نکات قابل توجه این بازی دیده شدن خبرهایی از درگیری‌های کین و لینچ (بازی دیگری از همین استودیو) در روزنامه که بعد از هر مرحله نشان داده می‌شود است.
خون‌بها با واکنش‌های مطلوبی از سوی منتقدان همراه بود و یک موفقیت تجاری محسوب می‌شد و توانست بیش از ۲.۱ میلیون نسخه به فروش برساند. این بازی هواداران سرسخت پیدا کرد و توسط بسیاری از نشریات و منتقدان به عنوان یکی از بهترین بازی‌های ویدیویی تمام دوران شناخته می‌شود. نسخهٔ با وضوح‌بالای خون‌بها همراه با دو قسمت قبلی آن شامل قاتل خاموش و قراردادها، در ژانویه ۲۰۱۳ برای کنسول‌های پلی‌استیشن ۳ و ایکس‌باکس ۳۶۰ در قالب سه‌گانه اچ‌دی هیتمن منتشر شدند. دنبالهٔ این بازی تحت عنوان هیتمن: آمرزش در سال ۲۰۱۲ عرضه شد.

## گیم‌پلی
در این بازی در هر مرحله یک راه بهینه برای به پایان رساندن مراحل وجود دارد و آن هم این است که یکی از افراد مأمور، محافظ یا غیر توسط مأمور ۴۷ کشته شود و لباس‌ها تعویض شوند و این مأمور تا جایی که ممکن است از میان مأموران عبور می‌کند، هدف را می‌کشد و بر می‌گردد بدون اینکه کسی بفهمد.

## داستان
در حالی که یک سال تا انتخابات ریاست‌جمهوری ایالات متحده آمریکا باقی مانده، شبیه‌سازی انسان به امری مهم و بحث برانگیز مبدل شده (مخصوصاً در بحث‌های انتخاباتی). در این میان، در یک تصادف رانندگی (به ظاهر تصادف) معاون رئیس‌جمهور کشته می‌شود و کنگره، رئیس‌جمهور وقت را مجبور به انتخاب معاونی می‌کند که مخالف شبیه‌سازی انسان‌ها باشد. دنیل موریس با تأیید از سوی کنگره انتخاب می‌شود. شخص رئیس‌جمهور (تام استوارد) به ایده شبیه‌سازی انسان‌ها علاقه دارد و می‌خواهد این کار را در ایالات متحده آمریکا قانونی سازد. او امیدوار است که با حمایت مردم در انتخابات ریاست جمهوری سال آینده از رقیب خود (فرانک مورگان) پیشی بگیرد و دوباره رئیس‌جمهور شود.
در سال‌های گذشته، گروهی با نام Franchise (که به گروهی با نام Alpha Xerox مربوط می‌شود) وارد این جریان شده و فشار زیادی را بر ICA وارد می‌کند. آنان تصمیم گرفتند که کلون‌های خودشان را بسازند و در دولت آمریکا اعتبار کسب کنند. با چنین قدرتی که یافتند، توانستند دنیل موریس را به عنوان معاون رئیس‌جمهور انتخاب کنند (عامل انتخاب دنیل موریس این گروه بود).
هدف این گروه ساختن کلونهایی بی‌نظیر برای به توفق رسیدن اعمال مد نظرشان و جلوگیری از هر گونه رقابت در میان رقیبانشان است. به همین دلیل آن‌ها توسط کلون‌هایی که ساختند تصمیم گرفتند که رئیس‌جمهور را بکشند. با این کار شبیه‌سازی انسان‌ها دیگر قانونی نمی‌شد و فقط برای سازمان‌هایی مثل فرنچایز قابل استفاده است. رئیس گروه فرنچایز جک الکساندر کِین برای از بین بردن حمایت مردم از شبیه‌سازی انسان‌ها علیه این موضوع سخنرانی کرده. از سال ۲۰۰۴ سخت مشغول ردیابی ۴۷ است که با استفاده از سلول‌های مغز و استخوان او کلونی بی‌نظیر بسازد (۴۷ بهترین کلون ساخته شده تا آن زمان بود).
فرنچایز در حال فشار آوردن به CIA می‌باشد. طبق داستان نسخه قبل ۴۷ پس از کشتن دو نفر در اپرای پاریس توسط فردی مورد ضرب گلوله قرار گرفت و مرگ از بیخ گوش او گذشت. در مدت زمان بهبودی ۴۷ که او نمی‌توانست کار کند، ICA مشغول رفع مشکلات هاکی از فشار فرنچایز بود. پس از بهبودی ۴۷ او با دایانا در یک اتاق اعتراف (همون اتاق‌هایی که تو کلیسا‌ها هست و مسیحی‌ها می‌روند و به گناهانشون اعتراف می‌کنند) ملاقات می‌کند. دایانا به ۴۷ می‌گوید که به نظر می‌رسد جاسوسی در آژانس وجود دارد. به ۴۷ مأموریتی در مرکزی توانبخشی در شمال کالیفرنیا داده می‌شود. او با ایجنت اسمیت که در آنجا به عنوان گروگان نگهداری می‌شده ملاقات می‌کند. او با استفاده از نوعی سرم، اسمیت را به حالت مرگ کاذب می‌برد و از همین طریق او را از کلینیک خارج می‌کند. در همان حال، تام استوارد به جمع کردن رای می‌پردازد؛ و آی‌سی‌ای هم در حال از دست دادن مأمورین خود است. کِین و فرنچایز در حال ردیابی مراحل و کارهایی که ۴۷ می‌کند هستند. گروهی ازکلون‌های قاتل هم به دستور فرنچایز که به دنبال کشتن ۴۷ هستند هم توسط ۴۷ شناسایی و کشته می‌شوند. در پایان، آژانس زیر فشار فرنچایز از بین می‌رود و دایانا باید ارتباطش را با ۴۷ قطع کند. او با ۴۷ منابع آژانس را تقسیم می‌کند و ۴۷ را به یک مأموریت در نوادا می‌فرستد.
۴۷، ۲ نفر دیگر از کلون‌های قاتل فرنچایز را از بین می‌برد. در راه بازگشت او به وگاس، اسمیت را در پشت ماشینش پیدا می‌کند. اسمیت به ۴۷ می‌گوید که گروهی تصمیم به قتل رئیس‌جمهور دارند و اسمیت به کمک ۴۷ نیاز دارد. برای اینکه دنیل موریس جای رئیس‌جمهور را بگیرد و شبیه‌سازی انسان‌ها را غیرقانونی کند. 
۴۷ در خواست اسمیت را در قبال دریافت الماس می‌پذیرد. ۴۷ باید معاون رئیس‌جمهور را شخصاً به قتل برساند. (معاون رئیس‌جمهور با گروه فرنچایز متحد است) به علاوه باید کلون قاتلی که توسط فرنچایز فرستاده شده تا رئیس‌جمهور را بکشد را از بین ببرد. نام آن قاتل Mark Parchezzi III aka است. مردی زال موی که از لحاظ ژنتیکی کامل است. او هم قصد کشتن ۴۷ را دارد. ۴۷ به‌طور موفقیت‌آمیز به کاخ سفید نفوذ می‌کند و دنیل موریس را از پای درمی‌آورد. ۴۷ با قاتل زال موی در اتاق بیضی شکل ملاقات می‌کند و طی یک مبارزه او را از پای درمی‌آورد. ۴۷ پس از فرار کردن از کاخ سفید به مخفیگاهش می‌رود و منتظر نابودی اجناب ناپذیرش توسط فرنچایز می‌شود. به هر حال دایانا به ۴۷ می‌رسد و به او هشدار می‌دهد که محاصره شده است و هر گونه مقاومت بی‌فایده است. دایانا از پشت به ۴۷ یک سرنگ تزریق می‌کند و ۴۷ روی زمین می‌افتد و پس از مبارزه‌ای مختصر می‌رود. تیم پزشکی به سرعت وارد اتاق می‌شود و قبل از این که ۴۷ سرد شود از مغز استخوان او نمونه برداری می‌کنند. دایانا آرام به طبقه بالا می‌رود و به کِین می‌گوید که هرگز کسی را نکشته بوده است. کِین دایانا را مطمئن می‌سازد که دایانا هم‌اکنون مورد اعتماد او است.
روز بعد کِین یک خبرنگار به اسم ریک هندرسون فرا می‌خواند که راجع به مسائل کنونی با او صحبت کند. به هر حال این روشی برای کِین است که داستانی دربارهٔ ۴۷ منتشر کند. کِین دربارهٔ وقایع زیادی و همچنین دروغ‌های دربارهٔ جنبه‌های مأموریت‌های ۴۷ صحبت می‌کند. کِین از خبرنگار استفاده می‌کند تا بتواند تبلیغ کند. با دروغ‌های در مورد ۴۷ به مردم نشان بدهد که چقدر یک کلون می‌تواند خطرناک باشد (در واقع از ابتدای داستان هدف گروه فرنچایز جلوگیری از قانونی شدن شبیه‌سازی انسان بوده است تا کلون‌ها فقط برای آن‌ها باشد).
کِین تصمیم می‌گیرد که خبرنگار را به مراسم دفن ۴۷ ببرد. دایانا (پرستار جدید کِین) آن‌ها را در مراسم همراهی می‌کند. در آنجا دایانا یک سرم زنده‌کننده با رژ لب خود مخلوط می‌کند و ۴۷ را می‌بوسد. به علاوه تفنگ‌های اصلی اش، یعنی همان AMT HARDBALLERS یا SILVERBALERS را روی سینه او قرار می‌دهد.
در واقع ۴۷ به‌طور کامل نمرده بود. او در مرگ کاذب بود؛ یعنی همان وضعیتی که برای ایجنت اسمیت پیش آمد. حال او با سرم زنده‌کننده‌ای که دایانا به او منتقل کرده دوباره برمی‌خیزد. این نقشه دایانا بوده است. ۴۷ در حالی بیدار می‌شود که انبوهی از افراد گروه فرنچایز را می‌بیند. پس از کشتن همه افراد حاضر از جمله کِین و خبرنگار و، کشیش از کلیسا می‌گریزد.
سپس ما یک دفتر در کپنهاگ می‌بینم که دایانا یک تماس تلفنی دریافت می‌کند و به تماس گیرنده می‌گوید که همه منابع آژانس برگردانده شده‌اند. او می‌گوید که ارتباطش به ۴۷ قطع شده است. پس از این، ۴۷ را در یک فاحشه خانه می‌بینیم.